# دیوید دیگن
دیوید دیگن (انگلیسی: David Degen؛ زادهٔ ۱۵ فوریهٔ ۱۹۸۳) یک بازیکن فوتبال اهل سوئیس است.
وی همچنین در تیم ملی فوتبال سوئیس بازی کرده‌است.